# Geme-Ninlila
Geme-Ninlila war eine der am besten bezeugten Personen am Hof des Königs Šulgi in Ur. Sie nahm eine herausgehobene Stellung in der Viehwirtschaft Puzriš-Dagans ein und wurde gemeinsam mit dem Königspaar, also Šulgi und Šulgi-šimtī, bestattet. Ihre Titulatur ist nicht bekannt, jedoch erhielt sie vom König ein Siegel, in welchem sie als dessen „Geliebte“ bezeichnet wird. Es wird daher vermutet, dass sie eine seiner Nebenfrauen war. Sie nahm auch kultische Aufgaben wahr, was neben ihr nur für Šulgi-šimtī bezeugt ist.